# Плави гурами
Плави гурами (лат. Trichopodus trichopterus) су пореклом из стајаћих или споро-кретајућих слатководних станишта у југоисточној Азији, у распону од Кине, кроз копна јузноисточне Азије (Камбоџа, Лаос, Малезија, Мјанмар, Сингапур, Тајланд и Вијетнам) до Јаве, Борнеа и Суматре.
Они су широко распрострањени изван њиховог природног станишта као што су Филипини, Сулавеси, и југозападни Тринидад. Ове рибе живе у мочварама, барама, и каналима. Они мигрирају у току сезоне поплава из сталних водених тела до поплављених подручја, као што су сезонски поплављене шуме у централном и доњем Менкогу. У току сушних сезона, оне се враћају у стална водена тела. Ове рибе се хране зоопланктонима, љускарима и ларвама од инсеката. Мужјак гради гнездо од мехурића за јаја, које добро (агресивно) штити.

## Мрешћење
Разлика између мушког и женског плавог гурамија је у леђном перају. Код мужјака, леђно пераје је дугачко и шиљато, а анално пераје такође шиљато, док је код женки краће и заобљено. Међутим, неке женке могу имати леђно пераје дугачко колико и мужјаци.
Када је спреман за парење, мужјак прави гнездо које подсећа на балон и пливањем напред-назад привлачи женку. Женка може да положи и до 800 јаја. Након мрешћења женке се одвајају у други акваријум, јер су мужјаци склони агресији. Мужјак чува јаја и младе, али се уклања из акваријума одмах након што млади постану способни за слободно пливање. Након излегања, честе промене воде, посебно током треће недеље, се користе да обезбеде здравље младима јер се у том периоду развија орган који им обогућава дисање. 

## Боје
Плави гурами су познати по томе да могу да промене боју уколико се нађу у стресној ситуацији или лошим условима и средини (тачке на леђима избледе). Здраве рибе имају две живе црне тачке са обе стране свог тела, али и оне избледе са годинама.

## У акваријуму
Трихогастер гурами (лат. Trichopodus trichopterus) или плави гурами је издржљива риба. Могу бити смештене у акваријуму са различитим јединкама које су сличне по величини и темпераменту. Иако мужјаци могу делити територију међу собом, они постају повучени када се у оклини појаве друге, агресивније рибе.
Мушки гурами су познати као веома агресивни, па могу да другим рибама да одгризу пераја и да им сметају у акваријуму. Често показују агресију према врстама које имају дуга и грациозна пераја, као што су мушки гупи, златна рибица и бета, зато што они имају дуга пераја и светле су боје, на тај начин представљајући конкуренцију у привлачењу женке гурами. 
Женке гурами некада сметају другим рибама. Иако је акваристима препоручено да не држе више гурама заједно, гурами са три тачке који су били донети заједно у паровима (обично женке, посебно ако су у сродству) и који имају стабилне особине, могу успешно да живе заједно, са довољно простора за пливање. Ово зависи од различитих индивидуалних особина, али то је заслуга аквариста. У оваквим ситуацијама, обично један гурамин може имати доминантнију улогу и додатно да порасте, док понекад изазива или се игра око мањих риба, али обе ће се толерисати и сарађивати једна са другом.